# معسكر أساكا
```
إن معسكر أساكا
 هو قاعدة 
لقوات الدفاع الذاتي البرية اليابانية
. وهي تقع في أربع بلديات: 
نيريما-طوكيو
؛ 
أساكا-سايتاما
؛ 
واكو-سايتاما
؛ 
ونيزا-سايتاما
. وهي بمثابة مقر للجيش الشرقي.
```

كان المخيم في الأصل موقعًا لملعب جولف من عام 1930 إلى عام 1940. خدم كموقع للأكاديمية العسكرية اليابانية للجيش الإمبراطوري الياباني من 1941 إلى 1945، وكمعسكر للجيش الأمريكي (جنوب كامب دريك) من 1945 إلى 1960، وخلال ذلك الوقت كان يضم جزءًا من فرقة الفرسان الأولى.
ميدان أساكا للرماية شيد في المعسكر لدورة الالعاب الاولمبية الصيفية 1964 في طوكيو، واستضافت فعاليات الرماية بمسدس وببندقية وفعالية الرماية في منافسات الخماسى الحديث. إنه أيضا مكان استضافة منافسات الرماية لدورة الألعاب الأولمبية الصيفية 2020 .